# DDR-Fußballmeisterschaft der Jugend 1951
Die DDR-Fußballmeisterschaft der Jugend 1951 war die 1. Auflage dieses Wettbewerbes im DDR-Fußball, der von der Sektion Fußball im Deutschen Sportausschuß durchgeführt wurde. Der DDR-Meister wurde durch die Landesmeister der fünf Länder auf dem Gebiet der DDR und dem Meister aus Ost-Berlin ermittelt. Nach einer Vorrunde im thüringischen Gotha, gelang es der BSG Turbine Erfurt durch einen 4:2-Finalsieg gegen die BSG Rotation Babelsberg in Bitterfeld, den ersten Meistertitel dieser Altersklasse zu erringen.

## Teilnehmende Mannschaften
An der DDR-Fußballmeisterschaft der Jugend (B-Jugend) für die Altersklasse (AK) 15/16 nahmen die Landesmeister der fünf Länder auf dem Gebiet der DDR und der Meister aus Ost-Berlin teil. Spielberechtigt waren Spieler bis zum 16. Lebensjahr (Stichtag: 1. August 1934). 
Für die Meisterschaft qualifizierten sich folgende Mannschaften:
| - Mecklenburg BSG Einheit Rostock - Brandenburg BSG Lokomotive Frankfurt - Thüringen BSG Turbine Erfurt | - Ost-Berlin BSG Rotation Babelsberg - Sachsen-Anhalt BSG Chemie Bitterfeld - Sachsen BSG Stahl Grimma |

## Modus
Die Teilnehmer wurden in der Vorrunde in zwei Staffeln zu je drei Mannschaften aufgeteilt und spielten nach dem Modus „Jeder gegen Jeden“ über 2 × 30 Minuten die Finalisten aus.

## Vorrunde

### Staffel I
Spiele
|                                          | Ergebnis |                          |
| ---------------------------------------- | -------- | ------------------------ |
| Samstag, 26. Mai 1951 vor 300 Zuschauern |          |                          |
| BSG Einheit Rostock                      | 0:0      | BSG Lokomotive Frankfurt |
| Sonntag, 27. Mai 1951                    |          |                          |
| BSG Lokomotive Frankfurt                 | 0:3      | BSG Turbine Erfurt       |
| BSG Turbine Erfurt                       | 3:0      | BSG Einheit Rostock      |

Abschlusstabelle
| Pl. | Mannschaft               | Sp. | S | U | N | Tore    | Quote | Punkte |
| --- | ------------------------ | --- | - | - | - | ------- | ----- | ------ |
| 1.  | BSG Turbine Erfurt       | 2   | 2 | 0 | 0 | 006:000 | ∞     | 04:0   |
| 2.  | BSG Lokomotive Frankfurt | 2   | 0 | 1 | 1 | 000:300 | 0,00  | 01:30  |
| 2.  | BSG Einheit Rostock      | 2   | 0 | 1 | 1 | 000:300 | 0,00  | 01:30  |

### Staffel II
Spiele
|                                          | Ergebnis |                         |
| ---------------------------------------- | -------- | ----------------------- |
| Samstag, 26. Mai 1951 vor 300 Zuschauern |          |                         |
| BSG Chemie Bitterfeld                    | 3:3      | BSG Rotation Babelsberg |
| Sonntag, 27. Mai 1951                    |          |                         |
| BSG Rotation Babelsberg                  | 2:0      | BSG Stahl Grimma        |
| BSG Stahl Grimma                         | 1:1      | BSG Chemie Bitterfeld   |

Abschlusstabelle
| Pl. | Mannschaft              | Sp. | S | U | N | Tore    | Quote | Punkte |
| --- | ----------------------- | --- | - | - | - | ------- | ----- | ------ |
| 1.  | BSG Rotation Babelsberg | 2   | 1 | 1 | 0 | 005:300 | 1,67  | 03:10  |
| 2.  | BSG Chemie Bitterfeld   | 2   | 0 | 2 | 0 | 004:400 | 1,00  | 02:20  |
| 3.  | BSG Stahl Grimma        | 2   | 0 | 1 | 1 | 001:300 | 0,33  | 01:30  |

## Finale
| Paarung                 | BSG Turbine Erfurt – BSG Rotation Babelsberg |
| Ergebnis                | 4:2 (1:2) |
| Datum                   | Sonntag, 10. Juni 1951 |
| Stadion                 | Fritz-Heine-Stadion, Bitterfeld |
| Zuschauer               | 3.000 |
| Schiedsrichter          | Kurt Jähnichen (Leipzig) |
| Tore                    | 0:1 Arnold 0:2 Jüttner (24.) 1:2 Weise 2:2 Dittrich 3:2 Dittrich 4:2 Bührmann |
| BSG Turbine Erfurt      | Lothar Ehemann – Heinz Pollosek, Manfred Meinelt – Gerhard Creutzburg, Walter Lauer, Dieter Schaaf – Gerhard Dittrich, Klaus Lüttke, Lothar Weise, Eberhardt Bührmann, Manfred Wissendorf Cheftrainer: Helmut Nordhaus |
| BSG Rotation Babelsberg | Weisenborn (Willi Laske) – Günter Müller, Klaus Eiseler – Laas, Horst Huhn, Hans Wehlte – Siegfried Arnhold, Gerhard Jüttner, Gerhard Harbolla, Walter List, Horst Rings Cheftrainer: Ludwig Wieder                    |